# Episodi de I Fungies (prima stagione)
La prima stagione della serie animata I Fungies, composta da 40 episodi, è stata pubblicata negli Stati Uniti, da HBO Max, dal 20 agosto all'8 ottobre 2020.
In Italia è stata trasmessa dal 2 novembre 2020 su Cartoon Network.
| nº | Titolo originale                                              | Titolo italiano             | Prima TV USA   | Prima TV Italia  |
| -- | ------------------------------------------------------------- | --------------------------- | -------------- | ---------------- |
| 1  | Let It Snowball                                               | Palle di neve               | 20 agosto 2020 | 2 novembre 2020  |
| 2  | Sick Day                                                      | Il raffreddore              | 20 agosto 2020 |                  |
| 3  | Truffalo                                                      | I Tartufali                 | 20 agosto 2020 | 2 novembre 2020  |
| 4  | Green Eggs and Pam                                            | Pam e le uova verdi         | 20 agosto 2020 | 3 novembre 2020  |
| 5  | A Man and His Mustache                                        | Un uomo e i suoi baffi      | 20 agosto 2020 | 3 novembre 2020  |
| 6  | Take Your Seth to Work Day                                    | Una giornata particolare    | 20 agosto 2020 | 4 novembre 2020  |
| 7  | Voyage of the Rushroom                                        | Una gita in barca           | 20 agosto 2020 | 4 novembre 2020  |
| 8  | The Twins Bug Seth                                            | Formiche all'attacco        | 20 agosto 2020 | 5 novembre 2020  |
| 9  | Ghosts Schmosts                                               | La caverna degli spettri    | 20 agosto 2020 | 6 novembre 2020  |
| 10 | Hide and Pam/Chair Factory/Turtle/Rainy Day/Best Friends Club |                             | 20 agosto 2020 |                  |
| 11 | Sir Tree's Body                                               | Un giorno da albero         | 20 agosto 2020 | 6 novembre 2020  |
| 12 | Commander Beefy                                               | L'invasione aliena          | 20 agosto 2020 | 9 novembre 2020  |
| 13 | The Fanciest Fungie                                           | Il talent show              | 20 agosto 2020 | 5 novembre 2020  |
| 14 | Snake It to the Limit                                         | Pericolo serpenti           | 20 agosto 2020 | 9 novembre 2020  |
| 15 | Nevin's Cocoon                                                | Il bozzolo di Nevin         | 20 agosto 2020 | 10 novembre 2020 |
| 16 | Cool Kids                                                     | Quei bravi ragazzi          | 20 agosto 2020 | 10 novembre 2020 |
| 17 | Mermove Out                                                   | Chi vuol essere una sirena? | 20 agosto 2020 | 11 novembre 2020 |
| 18 | Happy Birthday Nancy                                          | Buon compleanno, mamma!     | 20 agosto 2020 | 11 novembre 2020 |
| 19 | New Pam in Town                                               | Pam in città                | 20 agosto 2020 | 12 novembre 2020 |
| 20 | Class Garden                                                  | Il giardino delle zucche    | 20 agosto 2020 | 12 novembre 2020 |
| 21 | Free Squidly                                                  | Un calamaro per amico       | 8 ottobre 2020 | 1º marzo 2021    |
| 22 | Fungie Scouts                                                 | I Fungie Scout              | 8 ottobre 2020 | 1º marzo 2021    |
| 23 | The Granny Trap                                               | Trappola per nonne          | 8 ottobre 2020 | 2 marzo 2021     |
| 24 | Nancy's Fireman Calendar                                      | Il calendario dei pompieri  | 8 ottobre 2020 | 2 marzo 2021     |
| 25 | The Well Monster                                              | Il mostro del pozzo         | 8 ottobre 2020 | 3 marzo 2021     |
| 26 | Queen Seth                                                    | Re Seth                     | 8 ottobre 2020 | 3 marzo 2021     |
| 27 | Sir Tree's Boy                                                | Un piccolo albero           | 8 ottobre 2020 | 4 marzo 2021     |
| 28 | Mr. Pascal's Opus                                             | Lo spettacolo               | 8 ottobre 2020 | 4 marzo 2021     |
| 29 | Lil' Lemon for President                                      | Elezioni scientifiche       | 8 ottobre 2020 | 5 marzo 2021     |
| 30 | Long Legs                                                     | La guerra delle gambe       | 8 ottobre 2020 | 8 marzo 2021     |
| 31 | Sir Tree House                                                | La casa sull'albero         | 8 ottobre 2020 | 10 marzo 2021    |
| 32 | Low Clawly Caper                                              | Le medaglie rubate          | 8 ottobre 2020 | 8 marzo 2021     |
| 33 | What About Cool James?                                        | Problemi di gelosia         | 8 ottobre 2020 | 9 marzo 2021     |
| 34 | Dino Club                                                     | Dino Club                   | 8 ottobre 2020 | 5 marzo 2021     |
| 35 | Commander Lazer                                               | Problemi di famiglia        | 8 ottobre 2020 | 9 marzo 2021     |
| 36 | Fungopolis                                                    | Gli scavi di Fungopoli      | 8 ottobre 2020 | 11 marzo 2021    |
| 37 | Pam Runs Forever                                              | Corri, Pam!                 | 8 ottobre 2020 | 10 marzo 2021    |
| 38 | RFUNN Radio                                                   | Radio Fun                   | 8 ottobre 2020 | 11 marzo 2021    |
| 39 | Where's Coach?                                                | La Grande Scommessa         | 8 ottobre 2020 | 12 marzo 2021    |
| 40 | One Night at Nevin's                                          | Il pigiama party            | 8 ottobre 2020 | 12 marzo 2021    |

## Palle di neve
- Titolo originale: Let It Snowball
- Diretto da: Rachel Hastings, John McNamee e Stephen P. Neary
- Scritto da: Derek Evanick, Diana Lafyatis, Kevin Bailey, Hannah Ayoubi e Stephen P. Neary

### Trama
Seth vuole portare la neve a casa così da poter guadagnare un posto sull'ambito scaffale prezioso di sua madre con le "cose che i suoi figli le hanno dato". Nel tentativo di portarla, la neve si scioglie ripetutamente tra le sue mani e usa la scienza per trovare un modo per riportarla a casa intatta.

## Il raffreddore
- Titolo originale: Sick Day
- Diretto da: Rachel Hastings, John McNamee e Stephen P. Neary
- Scritto da: Jaydeep Hasrajani e Kyle Neswald

### Trama
Seth, desiderando disperatamente che i suoi compagni di classe prestino attenzione alle presentazioni che è entusiasta di condividere con loro, si sforza troppo e si ammala. Un incontro faccia a faccia con il suo rivale porta Seth ad imparare che non importa cosa pensano i suoi compagni di classe purché gli piaccia quello che sta facendo.

## I Tartufali
- Titolo originale: Truffalo
- Diretto da: Rachel Hastings, John McNamee e Stephen P. Neary
- Scritto da: Stephen P. Neary

### Trama
Sull'orlo di una scoperta scientifica, Seth e gli altri Fancies sono costretti a rimanere a casa quando la città viene invasa da una mucca tartufala! Quando Seth intrappola il tartufolo per riprendere la avventura, provoca una reazione a catena ambientale che minaccia di distruggere Fancytown.

## Pam e le uova verdi
- Titolo originale: Green Eggs and Pam
- Diretto da: Rachel Hastings, John McNamee e Stephen P. Neary
- Scritto da: Jon Feria e Mark Galez

### Trama
Durante l'esplorazione, Seth trova un uovo e vuole scoprire cosa c'è dentro. Tuttavia, quando l'istinto di Pam sulla schiusura delle uova prende il sopravvento, Seth dovrà imparare a fidarsi di lei e della natura.

## Un uomo e i suoi baffi
- Titolo originale: A Man and His Mustache
- Diretto da: Rachel Hastings, John McNamee e Stephen P. Neary
- Scritto da: Tom Law e Sonja von Marensdorff

### Trama
Per cercare di passare per un adulto, Seth prende in prestito i baffi di Pascal per una giornata in spiaggia. Tuttavia non è ancora pronto per l'età adulta e pensare già ad un matrimonio.

## Una giornata particolare
- Titolo originale: A Man and His Mustache
- Diretto da: Rachel Hastings, John McNamee e Stephen P. Neary
- Scritto da: Hannah Ayoubi e Kevin Bailey

### Trama
Il desiderio di Seth di aiutare Nancy con il suo lavoro in ospedale si traduce nel caos quando lui, all'insaputa di Nancy, interpreta il dottore dei Fancies malati. Seth deve ammettere la sua colpa e ascoltare sua madre per sistemare le cose.

## Una gita in barca
- Titolo originale: Voyage of the Rushroom
- Diretto da: Rachel Hastings, John McNamee e Stephen P. Neary
- Scritto da: Jon Feria e Mark Galez

### Trama
Seth e Claudette ricevono un progetto per il fine settimana come punizione per aver interrotto la lezione. Più tardi, Seth si ritrova abbandonato su una barca in mezzo all'oceano con Claudette, dove cerca di non farli affondare da un enorme tempesta.

## Formiche all'attacco
- Titolo originale: The Twins Bug Seth
- Diretto da: Rachel Hastings, John McNamee e Stephen P. Neary
- Scritto da: Jaydeep Hasrajani e Kyle Neswald

### Trama
Seth trascura i suoi doveri di baby sitter e finisce per perdere i Gemelli per causa di un esercito di formiche. Nella sua missione sotto copertura per riconquistare i gemelli, Seth impara ad apprezzare i suoi fratelli anche se a volte si dimostrano essere fastidiosi.

## La caverna degli spettri
- Titolo originale: Ghosts Schmosts
- Diretto da: Rachel Hastings, John McNamee e Stephen P. Neary
- Scritto da: Tom Law e Sonja von Marensdorff

### Trama
Seth guida un gruppo di ragazzi in una miniera infestata nel tentativo di dimostrare che tutto ha una spiegazione scientifica e che non c'è motivo di aver paura dei fantasmi. Le cose peggiorano quando incontrano un fantasma per il quale Seth non ha una spiegazione scientifica. Seth deve imparare a cedere alla sua paura per poter risolvere il mistero del fantasma della miniera.

## Hide and Pam/Chair Factory/Turtle/Rainy Day/Best Friends Club
- Titolo originale: Hide and Pam/Chair Factory/Turtle/Rainy Day/Best Friends Club
- Diretto da: Rachel Hastings, John McNamee e Stephen P. Neary
- Scritto da: Stephen P. Neary

### Trama
Mentre Pam impara a giocare a nascondino, Seth migliora la produttività nella fabbrica di sedie di Fancytown e più tardi decide di portare una timida tartaruga da mostrare per raccontare la sua storia. Nel frattempo, Cool James insegna agli altri bambini come divertirsi a fare musica in una giornata di pioggia mentre Lil' Lemon e Nevin tengono il primo incontro al club dei migliori amici.

## Un giorno da albero
- Titolo originale: Sir Tree's Body
- Diretto da: Kelsy Abbott, John McNamee e Stephen P. Neary
- Scritto da: Hannah Ayoubi e Kevin Bailey

### Trama
Seth vuole aiutare il triste e immobile Sir Tree a sentire la gioia che deriva dall'aiutare gli altri e decide di piantarlo nel corpo di Pascal. Quando l'assenza di Sir Tree provoca l'erosione del suolo e smottamenti, Seth cerca di convincelo che il modo migliore per aiutare è tornare nella sua tana prima che Fancytown venga distrutta.

## L'invasione aliena
- Titolo originale: Commander Beefy
- Diretto da: Kelsy Abbott, John McNamee e Stephen P. Neary
- Scritto da: Jon Feria e Mark Galez

### Trama
Seth, desideroso di esplorare le stelle e trovare un compagno esploratore, invia un segnale nello spazio. Ma l'esploratore che riceve il messaggio, il comandante Beefy, ha dei loschi piani per la Terra.

## Il talent show
- Titolo originale: The Fanciest Fungie
- Diretto da: Rachel Hastings, John McNamee e Stephen P. Neary
- Scritto da: Jaydeep Hasrajani, Kyle Neswald e Stephen P. Neary

### Trama
Seth, frustrato dal fatto che i Fancies siano troppo coinvolti nel concorso di Fanciest Fancy per ascoltare il suo avvertimento su un batterio che mangia funghi, entra nel concorso per diffondere il suo messaggio; tuttavia deve affrontare le conseguenze della distrazione.

## Pericolo serpenti
- Titolo originale: Snake It to the Limit
- Diretto da: Kelsy Abbott, John McNamee e Stephen P. Neary
- Scritto da: Jaydeep Hasrajani e Kyle Neswald

### Trama
Quando Seth accetta di lasciare che un serpente sostituisca il suo braccio in modo che possa finalmente essere bravo a pallavolo, scopre che non ha bisogno del nuovo "braccio" per rendere felici i suoi compagni di squadra, spronandolo a provare e imparare a giocare bene.

## Il bozzolo di Nevin
- Titolo originale: Nevin's Cocoon
- Diretto da: Kelsy Abbott, John McNamee e Stephen P. Neary
- Scritto da: Tom Law e Sonja von Marensdorff

### Trama
Dopo che una statua rende Nevin consapevole del proprio aspetto, Seth aiuta a sigillare Nevin in un bozzolo in modo che possa trasformarsi in una bellissima farfalla.

## Quei bravi ragazzi
- Titolo originale: Cool Kids
- Diretto da: Rachel Hastings, John McNamee e Stephen P. Neary
- Scritto da: Hannah Ayoubi e Kevin Bailey

### Trama
Quando Pascal diventa ossessionato da un gruppo di ragazzi ritenuti "fighi", Seth promette di usare le sue abilità scientifiche per aiutare Pascal a far diventare "figo" anche lui. 

## Chi vuol essere una sirena?
- Titolo originale: Mermove Out
- Diretto da: Kelsy Abbott, John McNamee e Stephen P. Neary
- Scritto da: Jon Feria e Mark Galez

### Trama
Seth ha difficoltà a condividere una stanza con il disordinato Pascal e ha bisogno di cambiamenti. Tuttavia, invece di essere onesto sulla situazione, Seth gli crea una coda di sirena in modo tale che possa andarsene nell'oceano.

## Buon compleanno, mamma!
- Titolo originale: Happy Birthday Nancy
- Diretto da: Kelsy Abbott, John McNamee e Stephen P. Neary
- Scritto da: Jaydeep Hasrajani e Kyle Neswald

### Trama
Seth vuole regalare a sua madre il miglior compleanno di sempre, creando una valuta per comprarle un regalo costoso. Tuttavia, quando viene a sapere che la contraffazione è un reato, rischia di rovinare il compleanno di Nancy.

## Pam in città
- Titolo originale: New Pam in Town
- Diretto da: Kelsy Abbott, John McNamee e Stephen P. Neary
- Scritto da: Tom Law e Sonja von Marensdorff

### Trama
Quando Pam viene inseguita da un enorme dinosauro, Seth, preoccupato, la invita a vivere con lui a Fungietown. Pam si adatta alla vita di città, ma il ritrovato amore dei Fungies per Pam attira l'attenzione, mettendo in pericolo l'intera città.

## Il giardino delle zucche
- Titolo originale: Class Garden
- Diretto da: Kelsy Abbott, John McNamee e Stephen P. Neary
- Scritto da: Hannah Ayoubi e Kevin Bailey

### Trama
Seth cerca di coinvolgere i bambini nel suo giardino di zucche trasformandolo in un concorso, tuttavia le cose vanno a finire male e cerca di riunire la classe per salvare la città.

## Un calamaro per amico
- Titolo originale: Free Squidly
- Diretto da: Kelsy Abbott, John McNamee e Stephen P. Neary

### Trama
Seth prende un piccolo calamaro dall'oceano per studi scientifici e finisce per affezionarsi. Tuttavia quando diventa enorme e attira l'attenzione di un guardiano dello zoo intergalattico, Seth è costretto a liberare il suo nuovo amico per salvarlo.

## I Fungie Scout
- Titolo originale: Fungie Scouts

### Trama
Seth crea i Fungie Scouts in modo che tutti i suoi amici possano apprendere le abilità necessarie per sopravvivere in natura. Tuttavia, quando Seth arruola il Comandante Beefy come capo scout e gli scout finiscono in una situazione pericolosa, Seth deve riprendere il controllo e usare le sue abilità di sopravvivenza per salvare i suoi amici.

## Trappola per nonne
- Titolo originale: The Granny Trap

### Trama
Seth, Nevin e Lil 'Lemon scoprono che la nonna di Nevin, Grancie, ha una sorella lontana chiamata Nonna Grindle. Nevin e Lil' Lemon, con l'aiuto di Seth, cercano di rendere nuovamente migliori amiche le due nonne, ma questo mette alla prova l'amicizia di Nevin e Lil' Lemon.

## Il calendario dei pompieri
- Titolo originale: Nancy's Fireman Calendar

### Trama
Seth decide di seguire le fasi lunari come parte di una nuova impresa scientifica. Distratto dall'eccitazione per il progetto, Seth salta ripetutamente la cena con sua madre Nancy e finisce per rovinare il suo prezioso calendario da pompiere. Quando il tentativo di Seth di farsi perdonare da Nancy mette entrambi in una situazione pericolosa, capisce perché è sempre importante comunicare con sua madre.

## Il mostro del pozzo
- Titolo originale: The Well Monster

### Trama
Nancy cerca di tenere lontano Seth da un vecchio pozzo che vuole studiare per paura che possa succedere qualcosa, tuttavia Seth decide di dirle una bugia bianca per andarci. Quando Pascal rimane bloccato nel pozzo, i cittadini pensano che sia un terribile mostro e Seth cerca di sistemare la situazione.

## Re Seth
- Titolo originale: Queen Seth

### Trama
Seth, stufo di fare le faccende per sua madre, vorrebbe essere al comando così da poter fare quello che vuole. Ma quando un atto di gentilezza rende Seth "regina" di un alveare di api, non riesce a prendere il controllo.

## Un piccolo albero
- Titolo originale: Sir Tree's Boy

### Trama
Seth accetta di prendersi cura del figlio di Sir Tree, il ragazzo di legno Boy Joy. Ma quando i Fungies trovano Boy Joy un po' strano, Seth cerca di trovare un modo per tenerlo impegnato da Mertha. Quando Seth scopre che Sir Tree ha bisogno di suo figlio per sopravvivere, Seth deve organizzare una rapina per rubare Boy Joy a Mertha.

## Lo spettacolo
- Titolo originale: Mr. Pascal's Opus

### Trama
Seth scrive un'opera teatrale sull'importanza dell'igiene dentale e la fa dirigere a Pascal. Le differenze tra i due fratelli portano Pascal a dimettersi; tuttavia, quando viene spaventato dal palcoscenico poco prima del sipario di uno spettacolo, Seth cerca di riportarlo indietro.

## Elezioni scientifiche
- Titolo originale: Lil' Lemon for President

### Trama
Volendo dimostrare che può nominare chiunque presidente, Seth scommette con Mertha che con lui come manager alla sua campagna, Lil 'Lemon la batterà nelle elezioni di classe. Tuttavia, quando il padre di Mertha, il sindaco, interviene per aiutare sua figlia, Seth ha diversi compiti da fare. Più tardi, Lil 'Lemon si trova in una situazione pericolosa e Seth, rendendosi conto che non vale la pena mettere in pericolo il suo amico per la politica, cerca di salvarlo.

## La guerra delle gambe
- Titolo originale: Long Legs

### Trama
Durante un'esplorazione nel fiume, Seth scopre delle gambe lunghissime per Fungie e ha bisogno dell'aiuto di Mertha e Claudette per prenderla. Tuttavia, dopo averle prese, i tre litigano per aggiudicarle.

## La casa sull'albero
- Titolo originale: Sir Tree House

### Trama
Sir Tree si sente solo e Seth decide di costruire una casa sull'albero tra i suoi rami per tenergli compagnia. La casa sull'albero si rivela un successo, portando tutta Fungietown a costruire case tra i rami di Sir Tree. Tuttavia il peso aggiunto dalle case affatica il tronco di Sir Tree e Seth cerca di convincerlo a prendersi più cura di se stesso.

## Le medaglie rubate
- Titolo originale: Low Clawly Caper

### Trama
Quando le sue medaglie vengono rubate durante un'assemblea scolastica di Fungietown, Seth e Claudette iniziano un'indagine per trovare il colpevole prima che tutti vengano gettati nelle segrete di Triloknight.

## Problemi di gelosia
- Titolo originale: What About Cool James?

### Trama
Seth è in cerca di attenzione, ma la sua famiglia è troppo occupata. Più tardi un'esplosione costringe Cool James a stare con Seth, il quale ottiene l'attenzione che desiderava. 

## Dino Club
- Titolo originale: Dino Club

### Trama
Sentendosi spinto a iniziare a pianificare un "vero lavoro" dopo il Career Day della scuola, Seth decide di modificare il suo corpo in modo tale da poter essere un dinosauro come Pam. Gli altri Fungies seguono l'esempio e causano così tanti problemi in città che Fungietown bandisce i dinosauri. Quando una ignara Pam viene incarcerata per essere un dinosauro, Seth e gli altri cercano di interrompere il processo e sistemare la sua reputazione.

## Problemi di famiglia
- Titolo originale: Commander Lazer

### Trama
Seth comincia a risolvere dei puzzle e finisce per provare a risolvere il "puzzle definitivo", risolvendo il rapporto del Comandante Beefy con sua sorella, il Comandante Lazer! Tuttavia il suo piano mette lui e i suoi amici in pericolo e cerca di far parlare nuovamente Beefy con sua sorella.

## Gli scavi di Fungopoli
- Titolo originale: Fungopolis

### Trama
Durante una lezione sulla storia dei Fungie, Seth vuole sapere più informazioni e decide di radunare una squadra di archeologi per aiutarlo a scavare. Tuttavia, quando i Fungies scoprono l'antica città di Fungopolis, rischiano di rimanere bloccati.

## Corri, Pam!
- Titolo originale: Pam Runs Forever

### Trama
Seth è stupito dalla velocità di Pam e per dimostrare che è la più veloce, crea The Fungithon, una gara in giro per la Giovane Terra! Ma quando Pam, che non ha mai perso una gara, viene sfidata da un nuovo arrivato molto veloce, Seth cerca di allenarla duramente.

## Radio Fun
- Titolo originale: RFUNN Radio

### Trama
Il DJ radiofonico oberato di lavoro Jason Fungie ha bisogno di una pausa lungamente attesa, quindi Seth e gli altri Fungie prendono il controllo della radio pubblica RFUN! Ma quando la crescente popolarità attira un nuovo controllo da parte del sindaco, che taglia i fondi della stazione, Seth e i suoi amici cercano di racimolare abbastanza soldi per impedire che RFUN chiuda definitivamente.

## La Grande Scommessa
- Titolo originale: Where's Coach?

### Trama
L'allenatore di Fungieball della scuola, Coach Croach, è scomparso e la mamma di Seth lo sostituisce. Champsa, che condivide un legame con l'allenatore, fa squadra con Seth formando un'alleanza tra sport e scienza nel tentativo di trovare l'allenatore Croach.

## Il pigiama party
- Titolo originale: One Night at Nevin's
- Diretto da: Katie Aldworth
- Scritto da: Hannah Ayobi

### Trama
Seth è partito per il suo primo pigiama party da Nevin, dove studierà Nevin e la nonna nel loro habitat naturale. Tuttavia, tutte le strane regole e abitudini dei due convincono Seth che in realtà siano degli extraterrestri venuti per conquistare Fungitown.